# Aliano
Pour les articles homonymes, voir Gagliano (homonymie) et Aliano (homonymie).
Aliano est une commune italienne d'environ 1 100 habitants, située dans la province de Matera, dans la région Basilicate, en Italie méridionale.

## Histoire
Le nom du village provient du latin Praedium Allianum, c'est-à-dire le fort de la gens romana Allius. En raison de la proximité des fleuves Agri et Sinni, le site d'Aliano fut dès la plus haute Antiquité un lieu d'échanges entre civilisations grecque, étrusque et œnotre, comme en témoigne la découverte d'une importante nécropole des VIIe et VIe siècles av. J.-C., dont les objets sont aujourd'hui conservés au Museo della Siritide de Policoro. Certaines sources évoqueraient l'existence dans les environs d'un village de bergers dès l'époque de Pyrrhus, vers 280 av. J.-C.
Au VIIIe siècle, diverses cavernes de la zone du fossé San Lorenzo, déjà occupées à l'époque préhistorique, servirent de refuge à des moines basiliens ayant fui les persécutions des iconoclastes dans l'Empire d'Orient. Cependant, ce n'est pas avant 1060 qu'Aliano est cité pour la première fois dans une bulle papale attribuant la juridiction du village à l'évêque de Tricarico. L'histoire d'Aliano se confond avec celles des royaumes d'Italie méridionale. Le village appartint à divers seigneurs jusqu'à la fin du féodalisme au moment de la Révolution française. Parmi ceux-ci : Giovanni Bricaldo, conseiller du roi Charles Ier d'Anjou, la très puissante famille des Sanseverino, Guglielmo della Marra qui fut fait par le roi Alphonse d'Aragon comte d'Aliano, les Carafa, descendants de la famille précédente, puis les Gusman, les Piccolomini, et les Colonna de Stigliano.
Après l'unité du royaume d'Italie, Aliano devint un important centre du brigandage (it). En 1935, Carlo Levi, opposant au régime fasciste, fut assigné à résidence pendant deux ans à Aliano, après un premier confinamento à Grassano. Son séjour forcé sur ces terres déshéritées inspirera son roman autobiographique Le Christ s'est arrêté à Eboli comme sa peinture.
Après la Seconde Guerre mondiale, le miracle économique italien, l'arrivée des fonds européens, mais aussi les fonds affectés à la reconstruction de la Basilicate après le tremblement de terre de 1980 et la découverte d'importants gisements de pétrole, ont contribué au développement de la région.

## Géographie
Aliano est situé en Basilicate, au sud-ouest de la province de Matera, dans le massif de l'Apennin lucanien, à une altitude de 498 mètres, au sommet d'une crête argileuse dominant au sud la vallée de l'Agri et au nord celle de son affluent le Sauro. Le village est situé au milieu d'un impressionnant paysage de calanchi.
Le territoire de la commune, extrêmement étendu, est limitrophe de celles de Stigliano (14 km) et Gorgoglione (20 km) au nord, de Sant'Arcangelo (17 km) et Roccanova (21 km) au sud, et de Missanello (14 km) à l'ouest. La commune est membre de la Comunità Montana de la Collina Materana.
Aliano se trouve à 83 km de Matera et à 76 km de la capitale de région Potenza, et est surtout accessible par la route nationale 598 (it).
La commune comprend les deux hameaux d'Alianello (it) : Alianello Nuovo, construit au début des années 1980 afin de reloger les habitants de Alianello (Vecchio) expulsés à la suite du tremblement de terre de 1980, et Alianello di Sotto, ensemble récent construit dans la vallée de l'Agri sur le lieu-dit Pantano.

## Démographie
Habitants recensés
Comme l'ensemble des communes de taille équivalente dans la région, Aliano connaît depuis une vingtaine d'années un important exode rural. Les données des recensements sont à minorer du fait de l'importante émigration temporaire, notamment vers le Nord de l'Italie. L'immigration, notamment originaire du Maroc et de Roumanie, ne parvient pas à compenser la baisse du nombre des naissances.

## Économie
L'économie d'Aliano est à dominante agricole, et demeure largement orientée vers l'autoconsommation. Aliano est entourée d'oliveraies. L'huile d'olive, majoritairement de la variété locale Majatica (it), produite selon des méthodes traditionnelles, est connue sous le nom d'huile des calanchi.
Le chômage touche officiellement 27 % de la population active environ.
Aliano possède des activités touristiques en lien avec le musée Carlo Levi et son Parc littéraire.

## Administration
| Période                                  | Période  | Identité           | Étiquette      | Qualité |
| ---------------------------------------- | -------- | ------------------ | -------------- | ------- |
| 30 mai 2006                              | 2011     | Antonio Colaiacovo | sans étiquette |         |
| 16 mai 2011                              | En cours | Luigi De Lorenzo   | sans étiquette |         |
| Les données manquantes sont à compléter. |          |                    |                |         |

## Culture

### Monuments et patrimoine
- L'église Saint Louis de Gonzague, construite au XVIe siècle, abrite une croix d'argent de 1523 du peintre Giovanni Perticara.
- À quelques kilomètres du village, le sanctuaire de la Madonna della Stella domine le point culminant de la commune.
- Museo della Civiltà Contadina : Musée de la Civilisation paysanne
- Pinacoteca Carlo Levi : Pinacothèque « Carlo Levi »
- Casa di Confino : Maison d'exil de Carlo Levi

### Fêtes et traditions
- Carnaval traditionnel.
- 21 juin : Fête patronale en l'honneur de Saint Louis de Gonzague.
- Aliano dispose de son propre dialecte au sein de la sous-famille des dialectes lucaniens, qui fait partie de l'ensemble des parlers de l'Italie méridionale.
- La magie lucanienne traditionnelle documentée dans les années 1950 par l'ethnologue méridionaliste Ernesto De Martino resterait pratiquée par quelques vieilles femmes.

### Cinéma
Deux films importants ont été tournés en partie à Aliano :
- Le Christ s'est arrêté à Eboli, de Francesco Rosi et avec Gian Maria Volontè (1979).

- Basilicata coast to coast, de Rocco Papaleo (2010).

### Événements
- Remise annuelle du Prix Littéraire Carlo Levi.
- Nombreuses initiatives liées au Parc Littéraire Carlo Levi.

## Personnalités
- Carlo Levi, l'auteur du Christ s'est arrêté à Eboli a été relégué à Aliano entre 1935 et 1936 et y est inhumé.